# Fridhaff
Fridhaff  est un lieu-dit de la commune luxembourgeoise de Diekirch.
Depuis 2017, Fridhaff abrite la zone industrielle interrégionale Zano, d'une superficie de 45 hectares et pouvant accueillir jusqu'à 30 entreprises.